# Frederick Forsyth
Frederick Forsyth (n. 25 august 1938, Ashford, Anglia, Regatul Unit – d. 9 iunie 2025, Jordans⁠(d), Chalfont St Giles⁠(d), Anglia, Regatul Unit) a fost un scriitor englez de thriller.

## Tinerețea
Ca fiu al unui blănar, Forsyth s-a născut în Ashford, Kent. A fost educat la Școala Tonbridge și a urmat ulterior Universitatea din Granada din Spania.

## Cariera

### Carieră militară și jurnalistică
înainte de a deveni jurnalist, Forsyth și-a terminat serviciul militar în Forțele Aeriene Regale ca pilot, zburând pe avion Havilland Vampire. S-a angajat la Reuters în 1961, iar mai târziu la BBC în 1965, unde a fost corespondent diplomat asistent.
Forsyth relatează despre activitățile sale timpurii de jurnalist. În cariera lui timpurie s-a ocupat cu probleme franceze și încercarea de asasinare a lui Charles de Gaulle. El nu a fost niciodată la ceea ce el a numit "Africa neagră" până când a făcut reportaj despre Războiului Civil Nigerian între Biafra și Nigeria în calitate de corespondent al BBC.
El a fost acolo în primele șase luni ale anului 1967, însă puțini s-au așteptat ca războiul să dureze foarte mult, luând în considerare armamentul și pregătirea celor din Biafra în comparație cu nigerienii înarmați de britanici. După ce au trecut șase luni, Forsyth - dornic să continue să facă reportaje - a cerut de la BBC să petreacă mai mult timp acolo. El a notat răspunsul lor:
Mi s-a spus fără menajamente, că „nu este politica noastră să prezentăm în știri acest război”. Aceasta a fost o perioadă în care Războiul din Vietnam ocupa titlurile de pe prima pagină ale ziarelor aproape în fiecare zi, privită în general ca un fiasco american, iar cea din Nigeria ca un fiasco britanic și nu se intenționa să se prezinte detaliat în știri. Am simțit că știrile sunt gestionate. Nu-mi place gestionarea știrilor. Așa că mi-am făcut un jurământ personal: „Poate, domnilor, ca voi să nu le prezentați la știri, dar o să le prezint eu”. Așa că mi-am dat demisia și am zburat acolo și am rămas acolo pentru majoritatea următorilor doi ani.
A revenit astfel în Biafra ca reporter independent, scriind prima sa carte, The Biafra Story, în 1969.
În august 2015, Forsyth a dezvăluit că în Biafra a început să lucreze ca spion pentru MI6, o relație care a continuat timp de 20 de ani. El a susținut că nu a fost plătit.
Ocazional a fost invitat în emisiuni radio în probleme politice și de asemenea a scris pentru ziare pe tot parcursul carierei sale, inclusiv o pagină săptămânal în Daily Express. În 2003, a criticat "vânătorii de homosexuali în biserici" în ziarul The Guardian. A narat în mai multe documentare, inclusiv Jesus Christ Airlines, Soldați: Istoria bărbaților în luptă și Nu v-am uitat niciodată: Viața și moștenirea lui Simon Wiesenthal.

### Activitatea de scriitor
Forsyth a decis să scrie un roman folosind tehnici de cercetare similare cu cele utilizate în jurnalism. Primul său roman, "The Day of the Jackal", a fost publicat în 1971. A devenit un bestseller internațional și autorul a câștigat premiul Edgar Allan Poe pentru cel mai bun roman. În această carte, organizația Armée Secrète angajează un asasin pentru a ucide președintele francez de atunci, Charles de Gaulle. A fost făcut film cu același nume.

## Opere publicate
- 1969 (The Biafra Story)
- 1971 Ziua șacalului (roman) (The Day of the Jackal), Editura Olimp, 1994, nr. pag. 448, ISBN: 973-96257-5-4;
- 1972 Dosarul Odessa (roman) (The Odessa File), traducator: Dumitru Florin Adria, Editura RAO, Colecția Cartea de buzunar, București 2005, nr pag. 384;
- 1974 Câinii războiului (roman) (The Dogs of War);
- 1975 The Shepherd Illustrated short story;
- 1979 Alternativa Diavolului (roman) (The Devil's Alternative), Editura: RAO, București 2006, nr pag. 512;
- 1982 Emeka Biography of Chukwuemeka Odumegwu Ojukwu. Revăzută în 1991.
- 1982 No Comebacks Collection consisting of ten short stories.
- 1984 Al patrulea protocol (roman) (The Fourth Protocol);
- 1989 Negociatorul (roman) (The Negotiator), Editura Univers, Colecția Argus, București 1992, nr. pag. 413;
- 1991 The Deceiver;
- 1991 Great Flying Stories;
- 1992 Sharp Practice;
- 1994 The Fist of God;
- 1996 Manifestul negru (Icon);
- 1999 Fantoma din Manhattan (The Phantom of Manhattan);
- 2001 The Veteran Collection consisting of five short stories: „The Veteran”, „The Art of the Matter”, „The Miracle”, „The Citizen”, and „Whispering Wind”;
- 2003 Răzbunătorul (Avenger), Editura Rao, 2006, nr. pag. 440, ISBN: 973-103-051-4;
- 2006 Afganul (roman) (The Afghan), Editura Rao, București 2009, nr. pag. 378, ISBN: 978-973-103-901-5;
- 2010 Cobra (roman) (The Cobra);
- 2013 The Kill List;
- 2015 Spectatorul unei vieți fascinante (The Outsider: My Life in Intrigue), autobiografie;
- 2018 The Fox;

## Ecranizări
Film
- 1973 Ziua șacalului (The Day of the Jackal), regia Fred Zinnemann, adaptare după Ziua șacalului (roman);
- 1974 Dosarul Odessa (The Odessa File), regia Ronald Neame, adaptare după Dosarul Odessa (roman);
- 1980 Câinii războiului (The Dogs of War), regia John Irvin, adaptare după Câinii războiului (roman);
- 1987 Al patrulea protocol (The Fourth Protocol), regia John Mackenzie, adaptare după Al patrulea protocol (roman);
- 1997 Șacalul (The Jackal), remake după filmul din 1973, regia Michael Caton-Jones.

Televiziune
- 1973 Money with Menaces, piesă pentru televiziune; din No Comebacks;
- 1980 Cry of the Innocent, film TV;
- 1984 Two by Forsyth, 2 episoade: "Privilege" și "A Careful Man";
- 1985 Soldiers, 13 episoade; ca prezentator;
- 1989–90 Frederick Forsyth Presents, 6 episoade; ca scenarist și prezentator;
- 1996 Code Name: Wolverine, film TV;
- 2005 Icon TV film;
- 2006 Avenger